# Zabihullah Safa
Zabihullah Safa (persiska: ذبیح‌الله صفا), född 1911 i Shahmirzad (Iran), död 1999 i Lübeck (Tyskland), persisk iranist och professor vid Teherans universitet.
Zabihullah Safa är  författare till det främsta verket på persiska i iransk litteraturhistoria: Tarikh-i adabiyat dar Iran i fem volymer. Han bidrog även till de två encyclopediorna Loghat-nama-ye Dehkhoda och Encyclopaedia Iranica